# Kågen
69°59′19″N 20°50′3″Ø / 69.98861°N 20.83417°Ø
Kågen (nordsamisk: Gávvir) er en ø i Skjervøy kommune i Troms og Finnmark fylke i Norge. Øen ligger vest for Skjervøya og syd for Arnøya og Laukøya.
Kågen er knyttet til Skjervøya og kommunecenteret Skjervøy med Skattørsundet bru. Mod syd  er Kågen knyttet til fastlandet med Maursundtunnelen. Fra Storstein på den nordøstlige del af  Kågen går der færge til Nikkeby på Laukøya og Lauksundskaret på Arnøya.